# Yves Péron
Pour les articles homonymes, voir Péron.
Yves Péron, né le 2 août 1914 à Plounérin et mort le 6 juin 1977 à Pujols, est un résistant français. Il fut député membre de la première et de la seconde Assemblée nationale constituante.

## Biographie
Ouvrier du bâtiment puis plombier, Yves Péron milite à la CGT et au Parti communiste. Il vivait à Montreuil où il se maria le 30 mars 1940 avec Geneviève Isabelle Loris qui mourut peu après. Il fait son service militaire dans le Génie, de 1935 à 1937, et est mobilisé le 6 août 1939. Il participe aux rares combats offensifs engagés en Sarre dans les premières semaines de la Seconde guerre mondiale. Militant communiste clandestin après la dissolution du PC en 1939, il est condamné par le tribunal militaire de Périgueux à cinq ans d'emprisonnement en novembre 1940 pour ses responsabilités antérieures aux Jeunesses communistes et une action militante poursuivie au sein de son unité.
Détenu à la prison militaire de Nontron, il fera connaissance avec Jean Chaintron. Dans la nuit du 10 au 11 juin 1944, il profite, avec cinq codétenus, d'un bombardement sur la Poudrerie de Bergerac pour s'évader et rejoindre le maquis FTP de Coustellier. Il participa à « l’insurrection nationale » et à la libération du département. Il fut chargé de l’organisation de l’état-major FFI à Périgueux et à Bergerac. Il fut président de la commission nationale du Front national et membre du secrétariat général du PCF en Dordogne. Au mois d'août 1944, il préside le jugement clandestin du vice-amiral Charles Platon, ancien ministre des Colonies dans le gouvernement de Vichy de Pierre Laval et de François Darlan de 1940 à 1943 avec Michel Schneersohn, futur maire de Mussidan de 1946 à 1947 ou encore André Urbanovitch (alias « double-mètre » par rapport à sa taille. Il apprend à la libération la mort de son père, lui aussi engagé dans la résistance communiste, en déportation dans le Camp de concentration de Mauthausen. Le 19 août 1944, encerclés par les Forces Françaises de l’Intérieur, les troupes allemandes et leurs supplétifs de la Milice française et de son chef départemental Victor Denoix par son responsable Joseph Darnand et de la Légion nord-africaine d'où Alexandre Villaplane qui sevissa durant quatre mois à servir la Division Brehmer ou encore la Gestapo de Périgueux mené par Michaël Hambrecht sous la responsabilité du chef Henri Lafont fuyaient Périgueux en direction de Bordeaux. Le 24 août 1944 a lieu à Périgueux le défilé de libération auquel Yves Péron, Roger Ranoux, Édouard Valéry avec de nombreux autres résistants mais après le départ de l'occupant 45 personnes furent exécutés à la caserne Daumesnil du 35e régiment d'artillerie sur ordre du lieutenant-colonel Von Renteln installé par le général major Edgar Arndt commenca l'exhumations des corps,,. 
Il se remaria le 27 mars 1945 avec Christiane Récégat, une sténo-dactylo qui partagea son militantisme. Le couple eut un enfant, Daniel, né en 1946. 
Député de la Dordogne lors des deux assemblées constituantes puis aux législatives de novembre 1946 Péron refuse de voter la confiance à Paul Ramadier, le 4 mai 1947. Les ministres communistes sont renvoyés du gouvernement. C'est la fin du tripartisme et la création de la troisième force (SFIO + radicaux + MRP).
Yves Péron est vice-président de la Haute Cour de Justice en 1945 et 1946 et est désigné comme juge titulaire « pris hors de l’Assemblée » en 1951. Ainsi il ne ménagera pas l'ancien ministre Georges Bonnet.
Péron, battu aux élections législatives de 1951, retrouve son siège en 1956. Deux ans plus tard, il est de l’Assemblée nationale lorsqu'elle accorde sa confiance au gouvernement formé par Charles de Gaulle. Comme Mendès France, Mitterrand, une partie des socialistes et des radicaux, il est avec les communistes pour voter contre.
Il se présente par la suite à la députation jusqu'en 1974, mais doit à chaque fois s’incliner devant le candidat gaulliste Yves Guéna. Il poursuit une carrière d’élu local, siégeant au conseil général de la Dordogne (1972-1977) et au Conseil régional d'Aquitaine (1972-1977) sous le mandat de Jacques Chaban-Delmas.
Yves Péron est secrétaire de la fédération communiste de Dordogne jusqu'en 1976. Il est suppléant au Comité central du Parti de 1962 à 1975. René Chouet siégea au secrétariat fédéral communiste de 1952 à 1968 et sera l'exécutant du premier secrétaire appointé, Yves Péron.
Décoré de la Croix de guerre, de la médaille de la Résistance, et Officier de l'ordre de l'Empire britannique « Most Excellent Order of the British Empire ».
À Boulazac, un groupe scolaire de la ville communiste porte son nom. Il a été inhumé à Pujols-sur-Dordogne.

## Anciens mandats locaux
Il a été conseiller municipal de Périgueux, conseiller général de la Dordogne et Conseiller régional d'Aquitaine. Député de la Dordogne de 1946 à 1951 et de 1956 à 1958